# Фенрих
Фенрих, фендрик (від нім. Fähnrich — «прапороносець») — найнижчий офіцерський ранг деяких країн світу.

## Німеччина

### Військове звання до 1945
До 1945 року в сухопутних військах та Люфтваффе Вермахту існувало 3 основних ранги фенриха:
- Фанен-юнкер, еквівалентний унтерофіцеру.
- Фенрих, еквівалентний унтерфельдфебелю.
- Обер-фенрих, еквівалентний оберфельдфебелю.

Статус кандидата на офіцерське звання позначався на знаках розрізнення додатковими двома срібними стрічками на відповідному погоні.
У Ваффен-СС в цей історичний період існувало 4 відповідних ранги СС-юнкер, СС-обер-юнкер, СС-штандартен-юнкер та СС-оберштандартен-юнкер для кандидатів на звання офіцера та кадетів.
|                  |                                                  |                                 |                                         |                                                           |                                          |                                       |                                                     |                                             |                                |                      |  |  |  |  |  |  |  |  |  |  |  |  |
| Військове звання | Старший сержант-кадет обер-фенрих (Oberfähnrich) | Сержант-кадет фенрих (Fähnrich) | Кадет-офіцер фанен-юнкер (Fahnenjunker) | Старший мічман обер-фенрих-цур-зее (Oberfähnrich zur See) | Мічман фенрих-цур-зее (Fähnrich zur See) | Молодший мічман зее-кадет (Seekadett) | СС-оберштандартен -юнкер (SS-Standarten-oberjunker) | СС-штандартен -юнкер (SS-Standarten-junker) | СС-обер -юнкер (SS-oberjunker) | СС-юнкер (SS-junker) |  |  |  |  |  |  |  |  |  |  |  |  |

### Військове звання фенриха в Бундесвері
У сучасному Бундесвері до рангу фенриха відносять солдата, який має звання фанен-юнкера (OR-5), потім по черзі звання власно фенриха (OR-6, еквівалент фельдфебеля) та оберфенриха (OR-7, еквівалент гауптфельдфебеля).
Звання фенріха військовослужбовець Бундесверу може досягти після 21 місяця дійсної служби. На флоті еквівалентом є звання фенрих-цур-зее.
Знаком розрізнення для кандидата в офіцери є тонкий срібний шнур на знаку розрізнення.
| З 1956 року      |                                                  |                                                  |                                 |                                         |                                                  |                                 |                                                        | German Navy                                               | German Navy                              | German Navy                          | German Navy                          |
| ---------------- | ------------------------------------------------ | ------------------------------------------------ | ------------------------------- | --------------------------------------- | ------------------------------------------------ | ------------------------------- | ------------------------------------------------------ | --------------------------------------------------------- | ---------------------------------------- | ------------------------------------ | ------------------------------------ |
|                  |                                                  |                                                  |                                 |                                         |                                                  |                                 |                                                        |                                                           |                                          |                                      |                                      |
| Військове звання | Старший сержант-кадет обер-фенрих (Oberfähnrich) | Старший сержант-кадет обер-фенрих (Oberfähnrich) | Сержант-кадет фенрих (Fähnrich) | Кадет-офіцер фанен-юнкер (Fahnenjunker) | Старший кадет авіації обер-фенрих (Oberfähnrich) | Кадет авіації фенрих (Fähnrich) | Кадет-офіцер старшого рангу фанен-юнкер (Fahnenjunker) | Старший мічман обер-фенріх-цур-зее (Oberfähnrich zur See) | Мічман фенріх-цур-зее (Fähnrich zur See) | Морський кадет зее-кадет (Seekadett) | Морський кадет зее-кадет (Seekadett) |
| Коди НАТО        | (OR-7)                                           | (OR-7)                                           | (OR-6)                          | (OR-5)                                  | (OR-7)                                           | (OR-6)                          | (OR-5)                                                 | (OR-7)                                                    | (OR-6)                                   | (OR-5)                               | (OR-5)                               |

## Російська імперія
В армії Російській імперії, згідно з «Табеллю про ранги» військовий чин XIV класу в піхоті, артилерії та інженерних військах і XII класу — в гвардії. Давав право на успадковане дворянство (у цивільній службі успадковане дворянство отримувалося чином VIII класу — колезький асесор, а чин колезького реєстратора (XIV клас) давав право лише на особисте дворянство).
Військове звання «фендрика» з'явилося в Російській імперії в 1722 році, коли «Табель» була складена та почала впроваджуватися в державне життя. Трохи пізніше, в 1730 році, це звання було замінено на звання «прапорщик». На флоті йому відповідало звання «мічман», а в козаків — «хорунжий» (яке теж означає «прапороносець»).